# Puerto Rico op de Olympische Zomerspelen 1996
Puerto Rico nam naar deel aan de Olympische Zomerspelen 1996 in Atlanta, Verenigde Staten. 

## Medailleoverzicht
| Sport  | Olympiër      | Discipline | Medaille |
| ------ | ------------- | ---------- | -------- |
| Boksen | Daniel Santos | -67kg (m)  | Brons    |

## Deelnemers en resultaten

### Atletiek
| Olympiër                | Discipline               | Resultaat | Prestatie                                         |
| ----------------------- | ------------------------ | --------- | ------------------------------------------------- |
| Mickey Soto             | 110m horden (m)          | 42e       | serie 1: 7de in 13,94                             |
| Domingo Cordero         | 400m horden (m)          | 46e       | serie 5: 5de in 51,20                             |
| Maximo Oliveras         | marathon (m)             | 106e      | 2:47.15                                           |
| Edgardo Díaz            | polsstokhoogspringen (m) | 28e       | kwalificatie groep A: 14de met 5,40m              |
|                         |                          |           |                                                   |
| Myra Mayberry-Wilkinson | 100m (v)                 | 29e       | serie 5: 3de in 11,51 kwartfinale 4: 7de in 11,66 |
| Myra Mayberry-Wilkinson | 200m (v)                 | 26e       | serie 1: 6de in 23,23 kwartfinale 4: 5de in 23,48 |

### Boogschieten
| Olympiër    | Discipline      | Resultaat | Prestatie                                                               |
| ----------- | --------------- | --------- | ----------------------------------------------------------------------- |
| María Reyes | individueel (v) | 64e       | plaatsingsronde: 63ste met 535 punten 1ste ronde: V van CHN He: 123-158 |

### Basketbal
| Olympiër | Discipline | Resultaat | Prestatie |
| --- | ---------- | --------- | --- |
| Pablo Alicea Joël Curbelo Jerome Mincy José Rafael Ortíz Edgar Padilla Juan Ramón Rivas Eddie Rivera Daniel Santiago Eugenio Soto Richard Soto Georgie Torres Carmelo Travieso | mannen     | 10e       | groep B: 5de V van Brazilië: 98-101 W van Zuid-Korea: 98-86 V van Griekenland: 69-80 V van Australië: 96-101 V van Joegoslavië: 86-97 9-12de plek: W van Angola: 76-67 9-10de plek: V van Argentinië: 77-87 |

| Groep B |             |             |             |             |        |        |        |        |
| #       | Land        | Wedstrijden | Wedstrijden | Wedstrijden | Punten | Punten | Punten | Punten |
| #       | Land        | G           | W           | V           | V      | T      | Saldo  | Punten |
| 1       | Joegoslavië | 5           | 5           | 0           | 478    | 364    | +114   | 10     |
| 2       | Australië   | 5           | 4           | 1           | 492    | 438    | +54    | 9      |
| 3       | Griekenland | 5           | 3           | 2           | 402    | 416    | -14    | 8      |
| 4       | Brazilië    | 5           | 2           | 3           | 498    | 494    | +4     | 7      |
| 5       | Puerto Rico | 5           | 1           | 4           | 447    | 465    | -18    | 6      |
| 6       | Zuid-Korea  | 5           | 0           | 5           | 422    | 562    | -140   | 5      |

| Ronde       | Datum   | Plaats      | Land   | Score       | Land |
| ----------- | ------- | ----------- | ------ | ----------- | ---- |
| Groepsfase  |         |             |        |             |      |
| 20 juli     | Atlanta | Puerto Rico | 98-101 | Brazilië    |      |
| 22 juli     | Atlanta | Zuid-Korea  | 86-98  | Puerto Rico |      |
| 24 juli     | Atlanta | Griekenland | 80-69  | Puerto Rico |      |
| 26 juli     | Atlanta | Puerto Rico | 96-101 | Australië   |      |
| 28 juli     | Atlanta | Brazilië    | 97-86  | Puerto Rico |      |
| 9-12de plek |         |             |        |             |      |
| 26 juli     | Atlanta | Puerto Rico | 76-67  | Angola      |      |
| 9-10de plek |         |             |        |             |      |
| 1 augustus  | Atlanta | Argentinië  | 87-77  | Puerto Rico |      |

### Boksen
| Olympiër           | Discipline  | Resultaat | Prestatie |
| ------------------ | ----------- | --------- | --- |
| Omar Adorno        | -51kg (m)   | 17e       | 1ste ronde: V van MDA Samoilenco: 8-20 |
| José Cotto         | -54kg (m)   | 17e       | 1ste ronde: V van RUS Malakhbekov: 6-16 |
| Luís Seda          | -57kg (m)   | 17e       | 1ste ronde: V van THA Kamsing: 2-13 |
| Luis Deines Pérez  | -63,5kg (m) | 17e       | 1ste ronde: V van POL Bielski: 2-18 |
| Daniel Santos      | -67kg (m)   | Brons     | 1ste ronde: W van CMR Mboa: scheidsrechterlijke beslissing 2de ronde: W van MAR Lahsen: 16-4 kwartfinale: W van UZB Atayev: 28-15 halve finale: V van RUS Saitov: 11-13 |
| José Luis Quiñones | -71kg (m)   | 17e       | 1ste ronde: V van ITA Perugino: 8-10 |
| Enrique Flores     | -81kg (m)   | 5e        | 1ste ronde: W van IND Singh: 15-7 2de ronde: W van RSA Boted: 17-6 kwartfinale: V van USA Tarver: scheidsrechterlijke beslissing                                        |

### Gewichtheffen
| Olympiër        | Discipline | Resultaat | Prestatie                                                        |
| --------------- | ---------- | --------- | ---------------------------------------------------------------- |
| César Rodríguez | -59kg (m)  | 13e       | trekken: 15de met 110kg stoten: 14de met 132,5kg totaal: 242,5kg |

### Gymnastiek
| Olympiër      | Discipline               | Resultaat | Prestatie |
| ------------- | ------------------------ | --------- | --- |
| Diego Lizardi | meerkamp individueel (m) | 67e       | kwalificatie: 67ste vloer: 67ste met 18,500 punten sprong: 51ste met 18,837 punten brug: 93ste met 15,850 punten rekstok: 89ste met 17,175 punten ringen: 88ste met 17,575 punten paard voltige: 93ste met 16,475 punten totaal: 104,412 punten |
|               |                          |           | |
| Eileen Díaz   | meerkamp individueel (v) | 73e       | kwalificatie: 73ste vloer: 90ste met 17,400 punten sprong: 91ste met 16,625 punten brug: 73ste met 18,424 punten balk: 83ste met 17,099 punten totaal: 69,548 punten                                                                            |

### Judo
| Olympiër            | Discipline | Resultaat | Prestatie                                                                                      |
| ------------------- | ---------- | --------- | ---------------------------------------------------------------------------------------------- |
| Melvin Méndez       | -60kg (m)  | 13e       | 1ste ronde: vrij 2de ronde: V van MGL Narmandakh: ippon herkansingen: V van GBR Donohue: ippon |
| José Pérez          | -65kg (m)  | 34e       | 1ste ronde: V van POR Almeida: ippon                                                           |
| Francisco Rodríguez | -71kg (m)  | 21e       | 1ste ronde: vrij 2de ronde: V van ALG Harkat: sogo-agachi                                      |
| José Figueroa       | -78kg (m)  | 21e       | 1ste ronde: vrij 2de ronde: V van NED Klas: yuko                                               |

### Paardensport
| Olympiër        | Discipline     | Resultaat      | Prestatie                       |
| Springconcours  | Springconcours | Springconcours | Springconcours                  |
| --------------- | -------------- | -------------- | ------------------------------- |
| Alexander Earle | individueel    | DSQ            | kwalificatie: gediskwalificeerd |

### Schermen
| Olympiër         | Discipline | Resultaat | Prestatie                           |
| ---------------- | ---------- | --------- | ----------------------------------- |
| Mitch Escanellas | degen (v)  | 47e       | 1ste ronde: V van RUS Mazina: 11-15 |

### Schietsport
| Olympiër        | Discipline             | Resultaat | Prestatie                                              |
| --------------- | ---------------------- | --------- | ------------------------------------------------------ |
| Ralph Rodríguez | 50m geweer liggend (m) | 47e       | kwalificatie: 47ste met 588 punten (98-99-97-98-98-98) |
| José Artecona   | trap (m)               | 49e       | kwalificatie: 49ste met 114 punten (23-25-22-21-23)    |
| José Artecona   | dubbeltrap (m)         | 33e       | kwalificatie: 33ste met 120 punten (43-40-37)          |

### Schoonspringen
| Olympiër       | Discipline   | Resultaat | Prestatie                          |
| -------------- | ------------ | --------- | ---------------------------------- |
| Ramon Sandin   | 3m plank (m) | 29e       | voorronde: 29ste met 302,55 punten |
|                |              |           |                                    |
| Vivian Alberty | 3m plank (v) | 27e       | voorronde: 27ste met 195,18 punten |

### Softbal
| Olympiër | Discipline | Resultaat | Prestatie |
| --- | ---------- | --------- | --- |
| Lourdes Báez Sheree Corniel Ivelisse Echevarría María Gónzalez Elba Lebrón Lisa Martínez Aida Miranda Lisa Mize Jacqueline Ortíz Janice Parks Penelope Rosario Sandra Rosario Myriam Segarra Eve Soto Clara Vázquez | vrouwen    | 8e        | groepsfase: 8ste V van Verenigde Staten: 0-10 V van Canada: 0-4 W van Australië: 2-0 V van China: 0-10 V van Chinees Taipei: 2-10 V van Japan: 1-8 V van Nederland: 0-2 |

| Groepsfase |                  |             |             |             |        |        |        |        |        |
| #          | Land             | Wedstrijden | Wedstrijden | Wedstrijden | Punten | Punten | Punten | Punten | Punten |
| #          | Land             | G           | W           | V           | RV     | RT     | Saldo  | Ptn    |        |
| 1          | Verenigde Staten | 7           | 6           | 1           | 37     | 7      | +30    | .857   |        |
| 2          | China            | 7           | 5           | 2           | 29     | 7      | +22    | .714   |        |
| 3          | Australië        | 7           | 5           | 2           | 29     | 11     | +18    | .714   |        |
| 4          | Japan            | 7           | 5           | 2           | 24     | 18     | +6     | .714   |        |
| 5          | Canada           | 7           | 3           | 4           | 15     | 18     | -3     | .429   |        |
| 6          | Chinees Taipei   | 7           | 2           | 5           | 19     | 19     | 0      | .286   |        |
| 7          | Nederland        | 7           | 1           | 6           | 4      | 32     | -28    | .143   |        |
| 8          | Puerto Rico      | 7           | 1           | 6           | 5      | 44     | -39    | .143   |        |

| Ronde      | Datum   | Plaats      | Land | Score            | Land |
| ---------- | ------- | ----------- | ---- | ---------------- | ---- |
| Groepsfase |         |             |      |                  |      |
| 21 juli    | Atlanta | Puerto Rico | 0-10 | Verenigde Staten |      |
| 22 juli    | Atlanta | Puerto Rico | 0-4  | Canada           |      |
| 23 juli    | Atlanta | Australië   | 0-2  | Puerto Rico      |      |
| 24 juli    | Atlanta | China       | 10-0 | Puerto Rico      |      |
| 25 juli    | Atlanta | Puerto Rico | 2-10 | Chinees Taipei   |      |
| 26 juli    | Atlanta | China       | 8-1  | Puerto Rico      |      |
| 27 juli    | Atlanta | China       | 2-0  | Puerto Rico      |      |

### Wielersport
| Olympiër    | Discipline      | Resultaat | Prestatie      |
| ----------- | --------------- | --------- | -------------- |
| Juan Merheb | puntenkoers (m) | DNF       | niet gefinisht |

### Worstelen
| Olympiër        | Discipline  | Resultaat   | Prestatie |
| Vrije stijl     | Vrije stijl | Vrije stijl | Vrije stijl |
| --------------- | ----------- | ----------- | --- |
| Anibál Nieves   | -62kg (m)   | 16e         | 1ste ronde: V van HUN Demeter: 0-3 herkansingen: W van IRI Hajkenari: 8-3 herkansingen 2: V van CAN Calder: 0-3 |
| Orlando Rosa    | -82kg (m)   | 17e         | 1ste ronde: V van UKR Hubrynyuk: 1-3 herkansingen: V van ROU Ghiță: 3-4                                         |
| José Betancourt | -90kg (m)   | 20e         | 1ste ronde: V van MGL Gantogtokh: 0-5 herkansingen: V van NGR Kodei: 0-10                                       |
| Daniel Sánchez  | -100kg (m)  | 20e         | 1ste ronde: V van EST Aavik: 0-8 herkansingen: V van GEO Tkeshelashvili: 2-3                                    |
| Grieks-Romeins  |             |             | |
| Marco Sánchez   | -62kg (m)   | 15e         | 1ste ronde: V van SWE Aziz: 5-6 herkansingen: V van CHN Guohong: 3-8                                            |

### Zeilen
| Olympiër       | Discipline     | Resultaat | Prestatie                                    |
| -------------- | -------------- | --------- | -------------------------------------------- |
| Matt Anderson  | windsurfer (m) | 35e       | 211 punten: (39-32-37-35-24-PMS-26-34-23)    |
| Manuel Méndez  | finn (m)       | 30e       | 229 punten: (24-30-30-29-28-30-29-DSQ-31-29) |
|                |                |           |                                              |
| Lucía Martínez | mistral (v)    | 19e       | 117 punten: (16-17-12-20-19-18-PMS-23-15)    |

### Zwemmen
| Olympiër                                                      | Discipline            | Resultaat | Prestatie                                               |
| ------------------------------------------------------------- | --------------------- | --------- | ------------------------------------------------------- |
| Ricardo Busquets                                              | 50m vrije slag (m)    | 8e        | serie 6: 1ste in 22,61 (NR) finale: 8ste in 22,73       |
| Ricardo Busquets                                              | 100m vrije slag (m)   | 7e        | serie 5: 1ste in 49,61 (NR) finale: 7de in 49,68        |
| Todd Torres                                                   | 100m schoolslag (m)   | 21e       | serie 5: 8ste in 1.03,08                                |
| Todd Torres                                                   | 200m schoolslag (m)   | 31e       | serie 2: 7de in 2.22,66                                 |
| Ricardo Busquets                                              | 100m vlinderslag (m)  | 12e       | serie 4: 1ste in 53,90 (NR) finale B: 4de in 53,65 (NR) |
| Arsenio López                                                 | 200m wisselslag (m)   | 27e       | serie 2: 7de in 2.07,09                                 |
| Arsenio López                                                 | 400m wisselslag (m)   | 25e       | serie 1: 2de in 4.34,81                                 |
| Ricardo Busquets Eduardo González José González Arsenio López | 4x100m vrije slag (m) | 15e       | serie 1: 5de in 3.28,27                                 |
| Carlos Bodega Ricardo Busquets José González Todd Torres      | 4x100m wisselslag (m) | 19e       | serie : 5de in 3.52,04                                  |
|                                                               |                       |           |                                                         |
| Sonia Álvarez                                                 | 200m vlinderslag (v)  | 34e       | serie 1: 3de in 2.25,24                                 |
| Sonia Álvarez                                                 | 200m wisselslag (v)   | 37e       | serie 2: 5de in 2.25,57                                 |

Afghanistan · Albanië · Algerije · Amerikaanse Maagdeneilanden · Amerikaans-Samoa · Andorra · Angola · Antigua‑Barbuda · Argentinië · Armenië · Aruba · Australië · Azerbeidzjan · Bahama's · Bahrein · Bangladesh · Barbados · België · Belize · Benin · Bermuda · Bhutan · Bolivia · Bosnië en Herzegovina · Botswana · Brazilië · Britse Maagdeneilanden · Brunei · Bulgarije · Burkina Faso · Burundi · Cambodja · Canada · Centraal-Afrikaanse Republiek · Chili · China · Chinees Taipei · Colombia · Comoren · Congo-Brazzaville · Cookeilanden · Costa Rica · Cuba · Cyprus · Denemarken · Djibouti · Dominica · Dominicaanse Republiek · Duitsland · Ecuador · Egypte · El Salvador · Equatoriaal-Guinea · Estland · Ethiopië · Fiji · Filipijnen · Finland · Frankrijk · Gabon · Gambia · Georgië · Ghana · Grenada · Griekenland · Groot-Brittannië · Guam · Guatemala · Guinee · Guinee-Bissau · Guyana · Haïti · Honduras · Hongarije · Hongkong · Ierland · IJsland · India · Indonesië · Irak · Iran · Israël · Italië · Ivoorkust · Jamaica · Japan · Jemen · Joegoslavië · Jordanië · Kaaimaneilanden · Kaapverdië · Kameroen · Kazachstan · Kenia · Kirgizië · Koeweit · Kroatië · Laos · Lesotho · Letland · Libanon · Liberia · Libië · Liechtenstein · Litouwen · Luxemburg ·  Macedonië · Madagaskar · Malawi · Malediven · Maleisië · Mali · Malta · Marokko · Mauritanië · Mauritius · Mexico · Moldavië · Monaco · Mongolië · Mozambique · Myanmar · Namibië · Nauru · Nederland · Nederlandse Antillen · Nepal · Nicaragua · Nieuw-Zeeland · Niger · Nigeria · Noord-Korea · Noorwegen · Oeganda · Oekraïne · Oezbekistan · Oman · Oostenrijk · Pakistan · Palestina · Panama · Papoea-Nieuw-Guinea · Paraguay · Peru · Polen · Portugal · Puerto Rico · Qatar · Roemenië · Rusland · Rwanda · Saint Kitts en Nevis · Saint Lucia · Saint Vincent en Grenadines · Salomonseilanden · Samoa · San Marino · Sao Tomé en Principe · Saoedi-Arabië · Senegal · Seychellen · Sierra Leone · Singapore · Slovenië · Slowakije · Soedan · Somalië · Spanje · Sri Lanka · Suriname · Swaziland · Syrië · Tadzjikistan · Tanzania · Thailand · Togo · Tonga · Trinidad en Tobago · Tsjaad · Tsjechië · Tunesië · Turkije · Turkmenistan · Uruguay · Vanuatu · Venezuela · Verenigde Arabische Emiraten · Verenigde Staten · Vietnam · Wit-Rusland · Zaïre · Zambia · Zimbabwe · Zuid-Afrika · Zuid-Korea · Zweden · Zwitserland